# Alej MiGů

"Alej" na mapě

Alej MiGů (anglicky: MiG Alley) bylo označení oblasti v severozápadní části Severní Koreje podél řeky Jalu. Během korejské války se zde odehrávalo mnoho leteckých soubojů mezi americkými stíhačkami a stíhačkami komunistických sil, obzvlášť SSSR. Americké stíhačky North American F-86 Sabre a MiG-15 sovětské výroby byly nejvíce používané letouny během korejské války. Alej MiGů nese jméno po stíhačkách MiG-15. Protože to bylo první místo, kde proti sobě ve velkém počtu bojovaly proudové stíhačky, považuje se alej MiGů za rodiště soubojů proudových letounů.

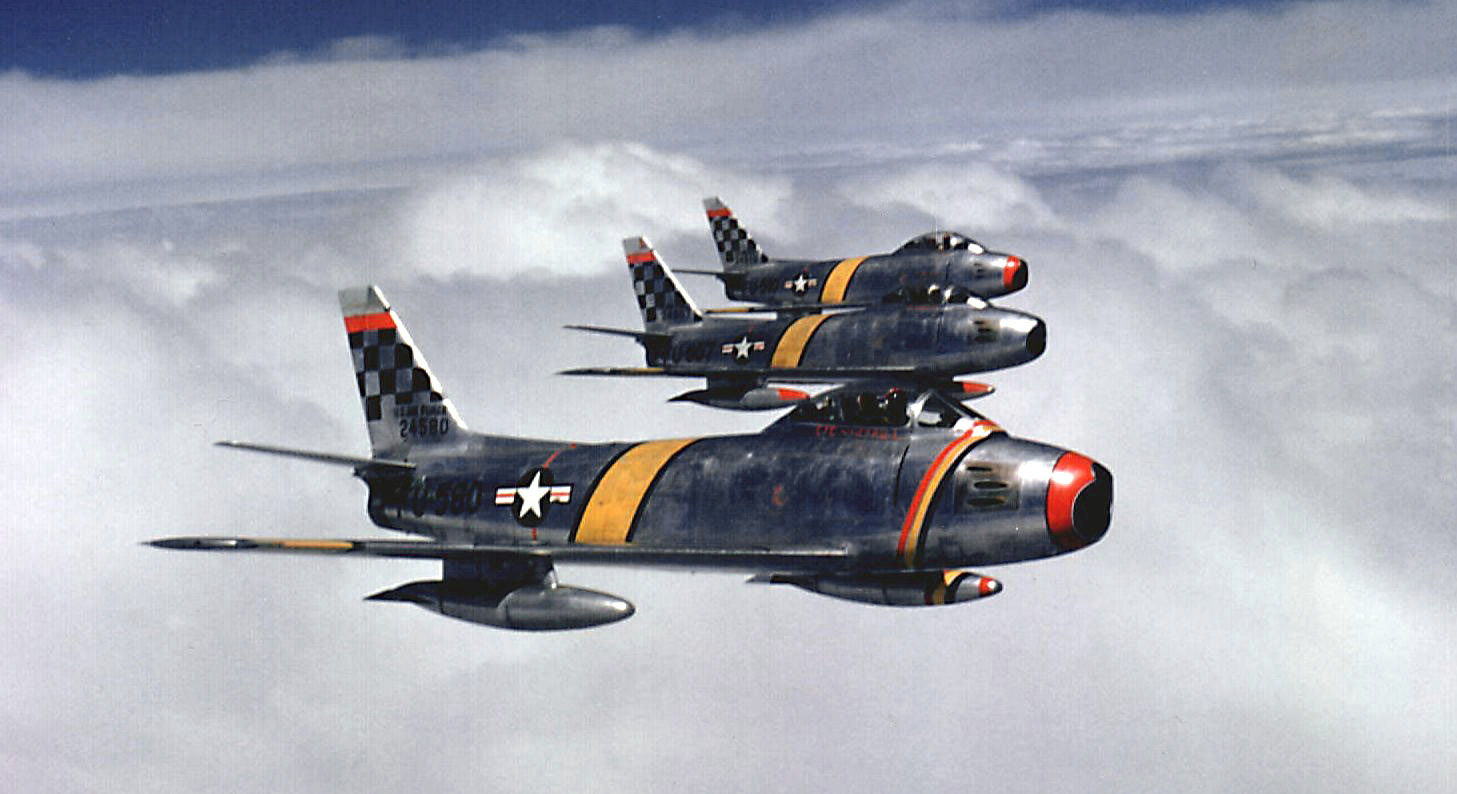
Americké F-86F Sabre během letu nad Koreou, 1953
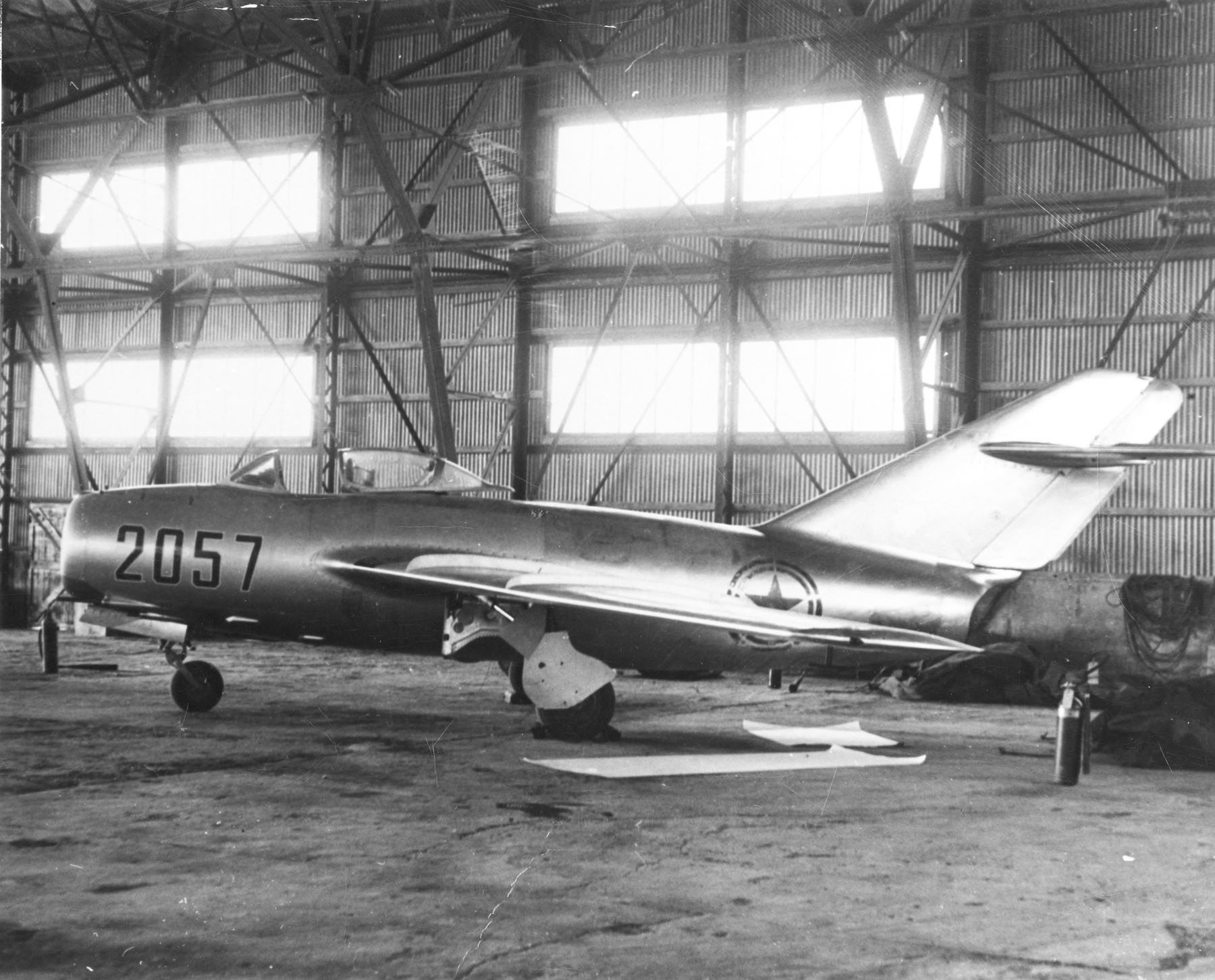
MiG-15bis severokorejského letectva, 1953
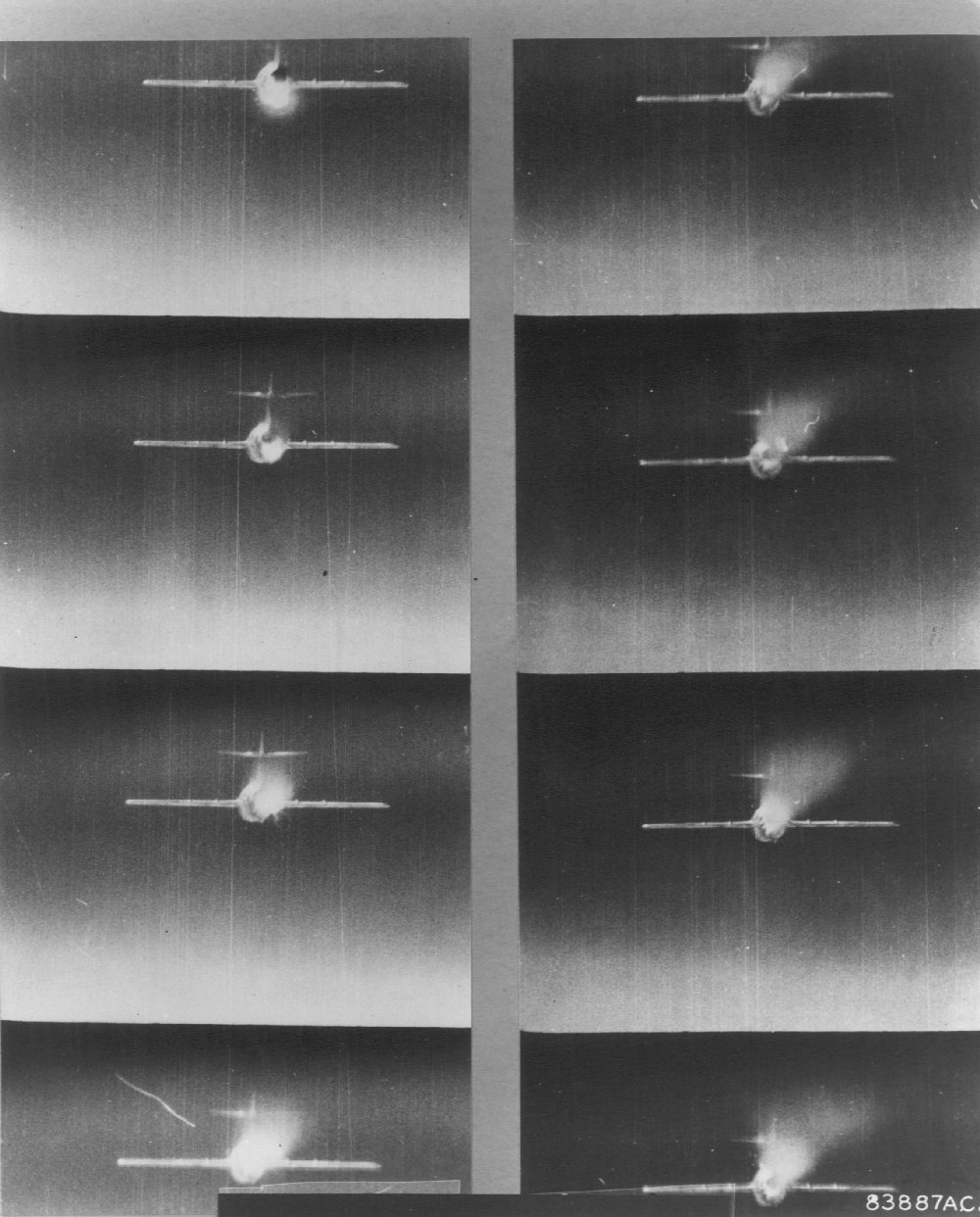
Řada fotografií z fotokulometu zobrazuje MiG-15 nad Koreou, duben 1953